# دانشکده داروسازی هرمزگان
دانشکده داروسازی دانشگاه علوم پزشکی هرمزگان یکی از دانشکده‌های داروسازی ایران وابسته به دانشگاه علوم پزشکی هرمزگان در بندرعباس است.

## تاریخچه
دانشکده داروسازی هرمزگان در سال ۱۳۹۴ بنیانگذاری شد. هم‌اکنون ریاست این دانشکده را امید صفا برعهده دارد.